# Ochotona iliensis
Il pica di Ili (Ochotona iliensis Li & Ma, 1988) è un mammifero lagomorfo della famiglia Ochotonidae, endemico della Cina.

## Descrizione
Il pelo è prevalentemente grigio scuro sul dorso, coi singoli peli striati di nero o di grigio chiaro, mentre il ventre ed il muso sono di colore bianco: attorno agli occhi è presente una macchia trapezoidale di colore grigio chiaro, che si estende fino alla guancia.

## Biologia
Si tratta di animali diurni e principalmente solitari, che occupano un proprio territorio (generalmente esteso per un centinaio di metri di raggio attorno alla propria tana), ammonendo eventuali intrusi con prolungati e laceranti fischi: tali vocalizzazioni vengono utilizzate anche per avvertire altri esemplari dell'imminenza di un pericolo.

Si nutrono di qualsiasi tipo di materiale vegetale, prediligendo le piante erbacee, che mangiano intere ed ammassano su rocce per seccarle in previsione dell'inverno, quando verranno utilizzate come scorte di cibo, visto che questi animali non vanno in letargo.

## Distribuzione e habitat
La specie è endemica della provincia cinese del Xinjiang, dove colonizza le aree montuose a quote elevate (2.800-4.100 m).

## Conservazione
La specie è attualmente classificata dall'IUCN come specie in pericolo di estinzione (Endangered): la popolazione complessiva di questo animale, infatti, a causa del riscaldamento globale e della riduzione di habitat a causa della pressione demografica nei territori in cui vive, si è ridotta drasticamente (più della metà) in soli dieci anni.